# Saint-Julien (Côtes-d'Armor)
Saint-Julien é uma comuna francesa na região administrativa da Bretanha, no departamento de Côtes-d'Armor. Estende-se por uma área de 5.69 km². Em 2010 a comuna tinha 2 090 habitantes (densidade: 367,3 hab./km²).